# Группа Янко
Группа Янко в теории групп — одна из четырёх спорадических простых групп, названых в честь Звонимира Янко.
Янко нашёл первую группу {\displaystyle J_{1}} в 1965 году, до этого момента были известны только 5 спорадических конечных групп — группы Матьё, в связи с этими построениями алгебраистами начато систематическое исследование спорадических групп. В конце 1960-х — 1970-х годах Янко высказал гипотезы о существовании {\displaystyle J_{2}}, {\displaystyle J_{3}} и {\displaystyle J_{4}}, позднее все они были построены. 
Группа {\displaystyle J_{1}}, построенная самим Янко, может быть описана как единственная простая группа, обладающая 2-силовской абелевой подгруппой с инволюцией, чей централизатор изоморфен прямому произведению группы порядка 2 и знакопеременной группы подстановок степени 2 ({\displaystyle A_{5}}); порядок группы {\displaystyle J_{1}} равен 175 560 = 23 · 3 · 5 · 7 · 11 · 19.
Группа {\displaystyle J_{2}}, известная также как группа Холла — Янко {\displaystyle HJ} или группа Холла — Янко — Уэллса, построена Холлом и Уэйлсом в 1968 году, её порядок равен 604 800 = 27 · 33 · 52 · 7.
Группа {\displaystyle J_{3}} порядка 50 232 960 = 27 · 35 · 5 · 17 · 19 построена в 1969 году Хайменом и Маккеем (англ. John McKay).
Группа {\displaystyle J_{4}}, обладающая порядком 86 775 571 046 077 562 880 = 221 · 33 · 5 · 7 · 113 · 23 · 29 · 31 · 37 · 43, предсказанная Янко в 1976 году, была построена с использованием компьютерной алгебры Нортоном (англ. Simon P. Norton) и его коллегами, независимое от вычислительной техники доказательство единственности найдено в 1990-е годы.